# Xanthia gilvago
The Dusky-lemon Sallow (Xanthia gilvago) là một loài bướm đêm thuộc họ Noctuidae. Nó được tìm thấy ở châu Âu.
Sải cánh dài 32–38 mm. Con trưởng thành bay từ tháng 8 đến tháng 10 tùy theo địa điểm.
Ấu trùng ăn English cây đu.

## Hình ảnh

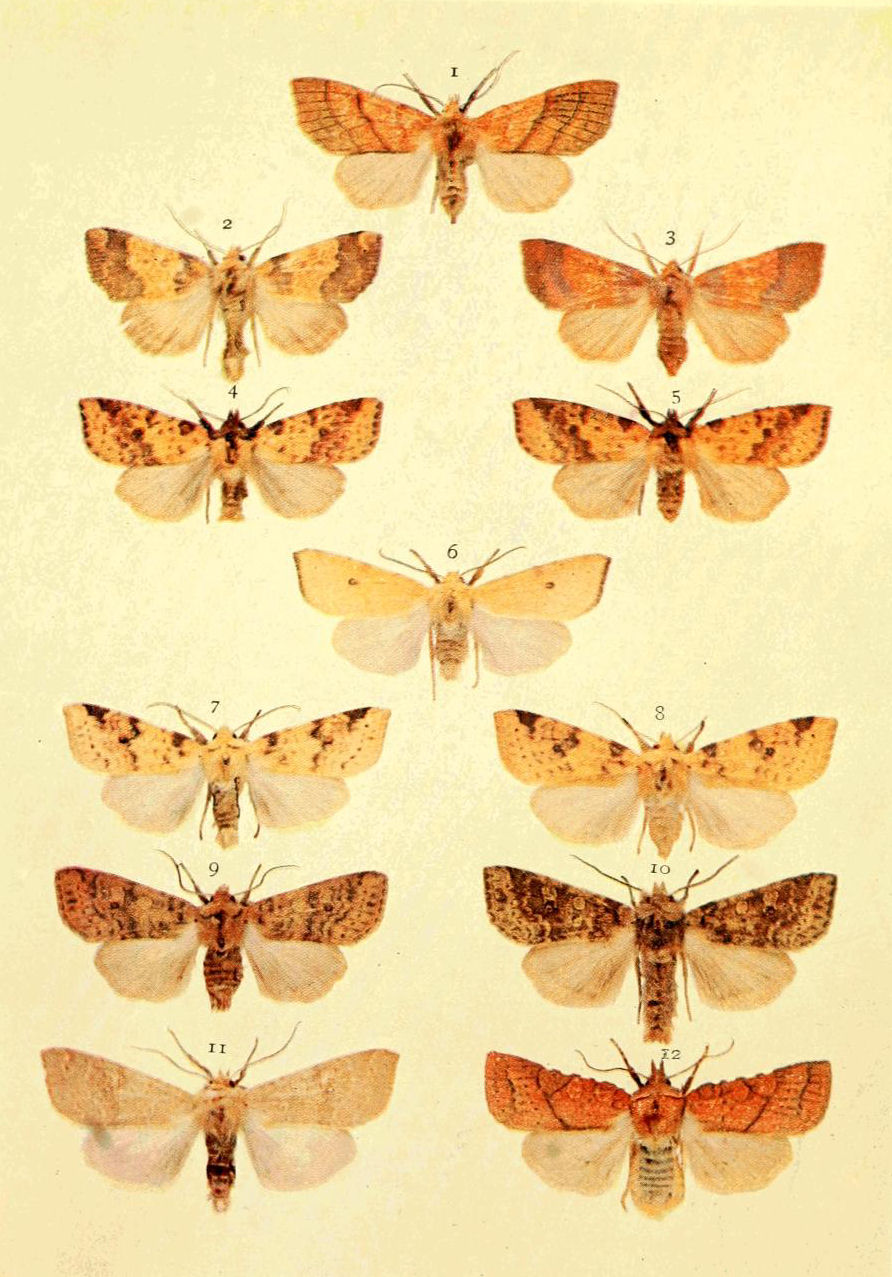